# Archive

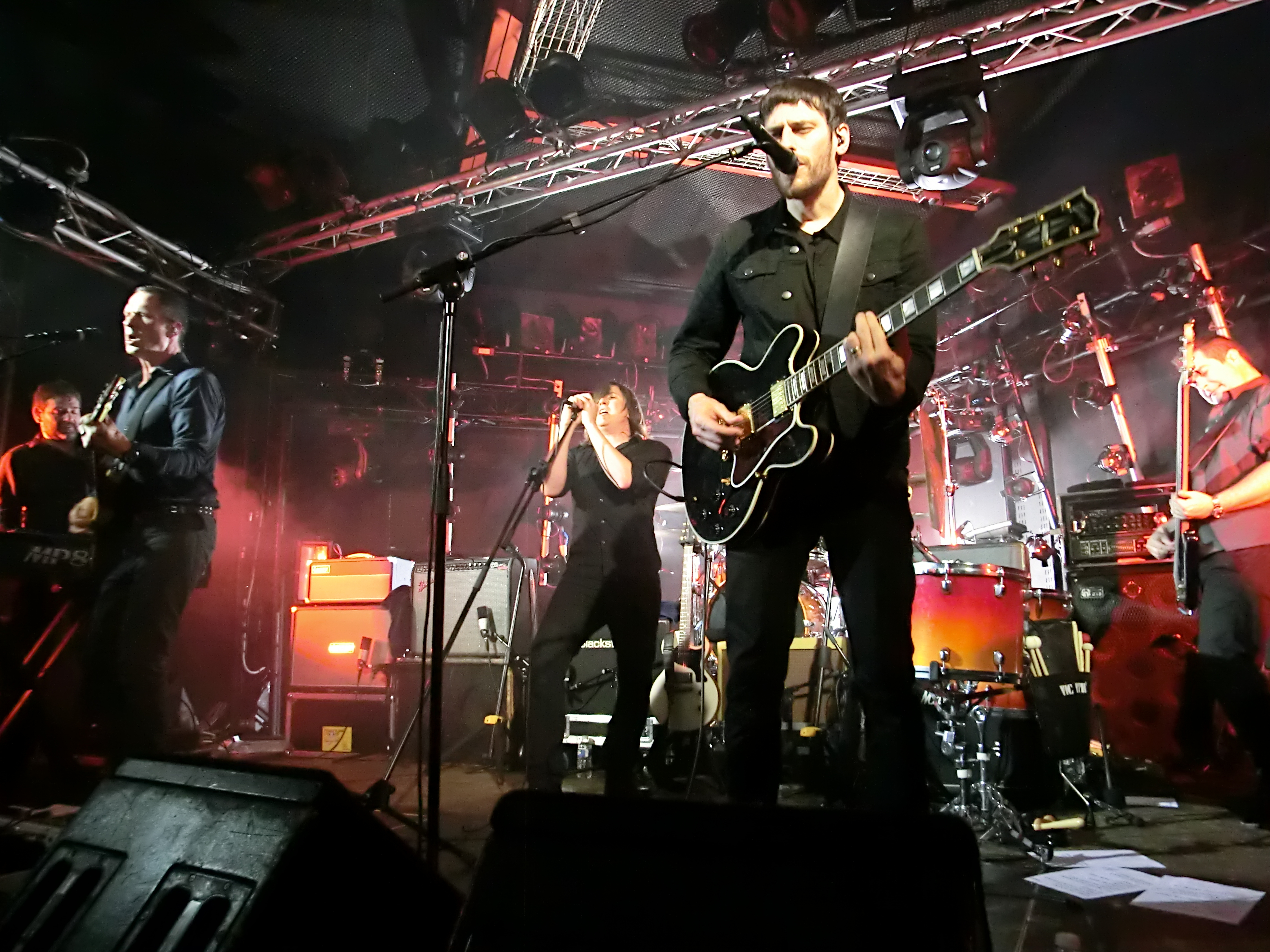
Archive

Archive is een band uit Londen en speelt een mix van triphop en progressieve rock.
De band is opgericht in 1994 door Darius Keeler en Danny Griffiths, en samen met zangeres Roya Arab en rapper Rosko John brachten ze in 1996 hun debuutalbum Londinium uit. Een jaar later viel de formatie uit elkaar, maar Keeler en Griffiths gingen door met zangeres Suzanne Wooder en brachten in 1999 hun tweede album Take My Head uit. Tussen 2002 en 2004 bracht de band nog 3 albums uit met Craig Walker als zanger. In november 2004 verlaat Walker de band en wordt vervangen door Dave Pen.
In 2006 komt het album Lights uit, met Dave Pen, Pollard Berrier en Maria Q op zang. In 2007 wordt Archive uitgebreid met bassist Jonathan Noyce.

## Bandleden
- Danny Griffiths (gitaar, bas)
- Darius Keeler (toetsen)
- Dave Penny (zang)
- Pollard Berrier (zang)
- Maria Q (zang)
- Holly Martin (zang)

## Discografie
- Londinium (1996)
- Take My Head (1999)
- You All Look The Same To Me (2002)
- Michel Vaillant(2003)
- Noise (2004)
- Unplugged (2005)
- Lights (2006)
- Live At The Zenith (2007)
- Controlling Crowds (2009)
- With Us Until You're Dead (2012)
- Axiom (2014)
- Restriction (2015)
- The False Foundation (2016)
- 25 (2019)
- Call to Arms and Angels (2022)